# Dekanat Ruda Śląska
Dekanat Ruda Śląska – jeden z 37 dekanatów katolickich w archidiecezji katowickiej. W jego skład wchodzą następujące parafie:
- parafia Ducha Świętego (Ruda Śląska/Czarny Las)
- parafia Ścięcia św. Jana Chrzciciela (Ruda Śląska/Godula)
- parafia św. Pawła Apostoła (Ruda Śląska/Nowy Bytom)
- parafia św. Michała Archanioła (Ruda Śląska/Orzegów)
- parafia św. Józefa w Rudzie Śląskiej (dzielnica Ruda)
- parafia Matki Bożej Różańcowej w Rudzie Śląskiej (dzielnica Ruda)
- parafia św. Piusa X w Rudzie Śląskiej (dzielnica Ruda)

Nieistniejące parafie:
- parafia św. Katarzyny Aleksandryjskiej (Ruda Śląska/Chebzie)